# Alin Moldoveanu
Alin George Moldoveanu (* 3. Mai 1983 in Focșani) ist ein rumänischer Sportschütze. Er war 2012 Olympiasieger.
Moldoveanu studiert Psychologie an der Universität Spiru Haret in Bukarest. Der je nach Quellenangabe 1,73 Meter oder 1,74 Meter große Sportler übt den Schießsport seit 1996 aus. Im Folgejahr trat er erstmals bei einem Wettkampf an. Der Rechtshänder, der zum Zielen das rechte Auge benutzt, gehört dem Bukarester Verein CS Dinamo an. Sein persönlicher Trainer ist Marin Olimpiu. Im Nationalteam wird er von Sorin Babii trainiert.
2005 belegte er jeweils einen Zweiten Platz bei den Weltcups in München und Mailand. Die gleiche Platzierung erreichte er 2007 auch bei dieser Veranstaltung in Bangkok. Moldoveanu nahm an den Olympischen Sommerspielen 2008 in Peking teil. Dort verpasste er im 10-Meter Luftgewehr-Wettbewerb mit dem 4. Platz knapp eine Medaille. Im selben Jahr gewann er die Goldmedaille beim Weltcup in München und wurde Zweiter beim Weltcup in Rio de Janeiro.
Er gehörte auch dem Aufgebot der rumänischen Mannschaft für die Olympischen Sommerspiele 2012 an. In London wurde Moldoveanu, abermals im 10-Meter-Luftgewehr-Wettbewerb antretend, Olympiasieger mit einem Ergebnis von 702,1 Gesamtpunkten vor Niccolò Campriani (701,5) aus Italien und dem Inder Gagan Narang (701,1). Bei den Olympischen Sommerspielen 2016 in Rio wurde Moldoveanu 19.